# Unité d’habitation

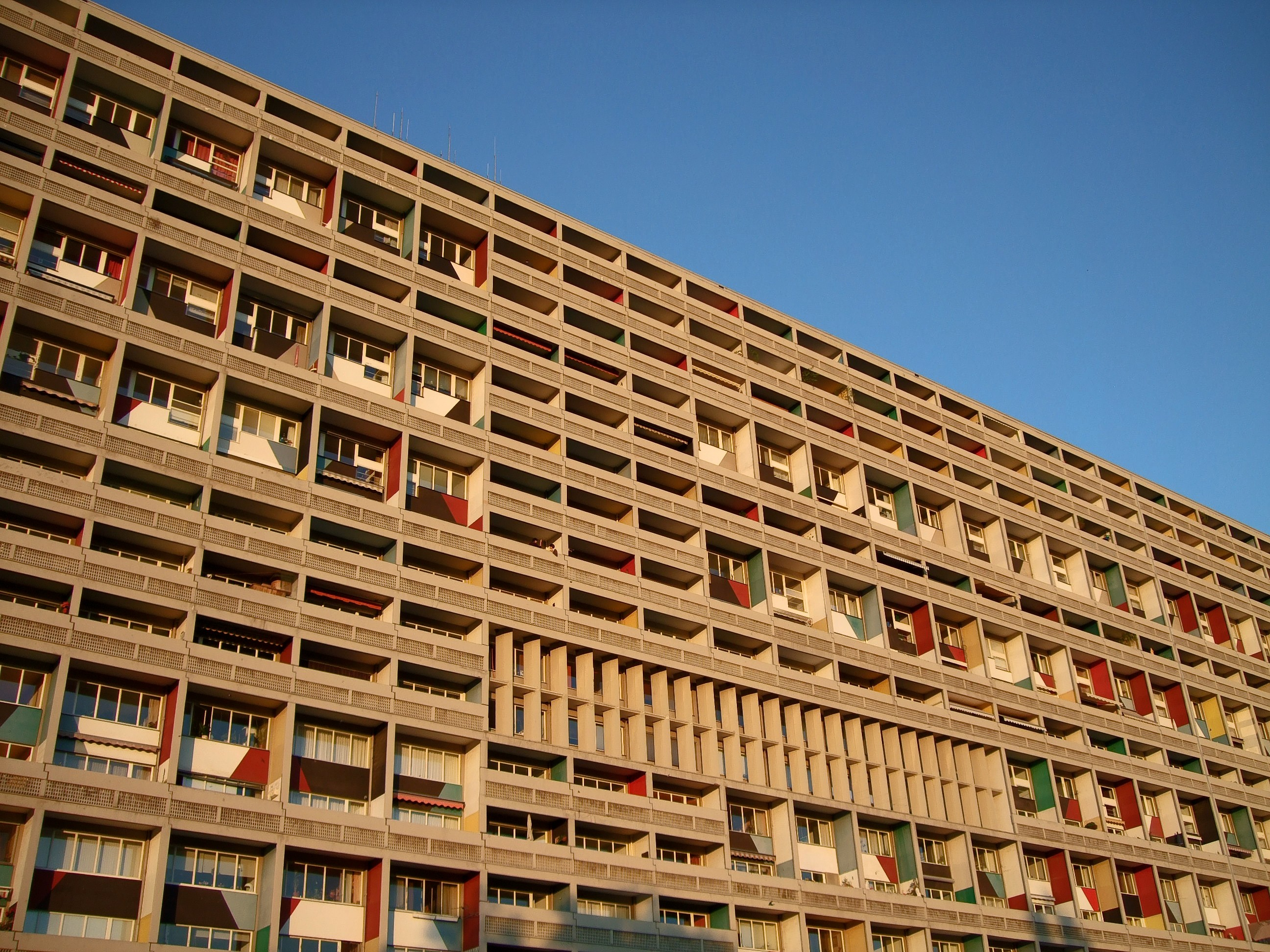
Unité d’habitation – Corbusierhaus in Berlin

Die Unité d’habitation (französisch für Wohneinheit), umgangssprachlich auch Wohnmaschine, ist ein moderner Wohnhaustyp, den der Architekt Le Corbusier in Zusammenarbeit mit dem Maler-Architekten Nadir Afonso entwickelte. Dieser Typus wurde zur Grundlage mehrerer Wohnanlagen in Europa, die denselben Namen tragen. Die bekannteste dieser Anlagen befindet sich in Marseille und wurde 2016 zusammen mit 16 weiteren Werken Le Corbusiers in die UNESCO-Welterbeliste aufgenommen.

## Le Corbusiers Idee
Den Kern der Idee stellte Le Corbusier bereits 1925 in Paris vor, mit dem Pavillon de l’Esprit Nouveau. Le Corbusier sah seinen Gebäudeentwurf als ideale Lösung für eine massenhafte Wiederholung an vielen Orten. Durch standardisierte Serienproduktion wollte er ein hohes Maß an Wirtschaftlichkeit erreichen. Diese Effizienz und die weite Verbreitung sollten einer breiten Masse einen erhöhten Wohnkomfort ermöglichen. Damit sind die Unités d’habitation Vorläufer der Plattenbauten. Le Corbusier bemühte sich, den menschlichen Anforderungen zu entsprechen, und integrierte verschiedene Einrichtungen des täglichen Bedarfs. Dabei stapelte er Wohnen und andere Funktionen der herkömmlichen Stadt. Dies entsprach Le Corbusiers Leitbild der „vertikalen Stadt“.

## Geschichte
Die Unités d’habitation wurden zwischen 1947 und 1965 in vier französischen Orten sowie in Berlin realisiert. Die Projekte sollten den Wohnungsmangel nach dem Zweiten Weltkrieg lindern. Die erste dieser Anlagen in Marseille war ein Meilenstein moderner Architektur und beeinflusste die Entwicklung des Brutalistischen Baustils.

### Unité d’habitation in Marseille

Schnittzeichnung der ineinander verschränkten Wohnungen

Die erste Unité d’habitation wurde ab 1947 in Marseille gebaut (Adresse: 280, Boulevard Michelet, F-13008 Marseille). Dieses Gebäude, die am 14. Oktober 1952 eröffnete Cité radieuse, ist 138 Meter lang, 25 Meter breit und 56 Meter hoch. Der Skelettbau aus Stahlbeton besitzt 18 Geschosse, wobei sich anstelle des Erdgeschosses ein Freigeschoss mit Stützen befindet, die das Gebäude tragen. Hier finden sich auch die Aufgänge. Die 337 Appartements sind als Maisonettewohnungen jeweils zweigeschossig ausgebildet: in einem Geschoss die ganze Stockwerksbreite einnehmend, im anderen knapp die Hälfte, mit Anschluss an den Erschließungsgang. Ein solcher war nur in jedem dritten Stockwerk nötig.
Die meisten Appartements verfügen über Morgen- und Abendsonne. Das gelingt, weil der Großteil als Maisonettewohnungen konzipiert ist und durch geschickten Schnitt sowohl auf der West- als auch auf der Ostseite Räume hat. Dabei sind jeweils zwei Wohnungen gegengleich auf zwei Stockwerken ineinander verschränkt. Die „descendants“ betritt man im oberen Stockwerk und erreicht die übrigen Räume über eine nach unten führende Treppe. Beim gegenläufigen Maisonette („ascendant“) führt die Wohnungstür zu den unteren Räumen, also der Küche und dem Wohnzimmer. Man geht über die Treppe zu den Schlafräumen hoch. Die letztere Variante mit den Schlafräumen im Obergeschoss entspricht eher der Art, wie man auch ein Einfamilienhaus nutzen würde, und ist daher beliebter. Um einen Ausgleich zu schaffen, haben diese Wohnungen die Wohnzimmerfenster auf die Hügelseite ausgerichtet. Die „descendants“ werden mit Wohnzimmern mit Blick aufs Meer entschädigt.
In der siebten und achten Etage befinden sich verschiedene Geschäfte, ein kleines Hotel und eine Wäscherei. Auf der begehbaren Dachlandschaft wurden ein Kindergarten, ein Freilufttheater und eine Sporthalle angesiedelt. Seit 2013 beherbergt die Dachterrasse das Ausstellungszentrum MaMo, das vom Designer Ora-Ïto geleitet wird.
Die Geschäfte, das Café im Hotel und die Dachterrasse sind frei zugänglich; man trägt sich lediglich beim Pförtner in ein Besucherbuch ein. Die Dachterrasse bietet einen Blick über Marseille, das Meer und auf die umliegenden Berge.
Alle Maße der Unité d’habitation von Marseille waren nach dem von Le Corbusier entwickelten Maßsystem Modulor bestimmt worden, das auf dem Goldenen Schnitt basiert und natürliche, beim Menschen auftretende Maßrelationen berücksichtigt.

### Realisierte Wohneinheiten

Dachterrasse der Unité d'habitation in Marseille

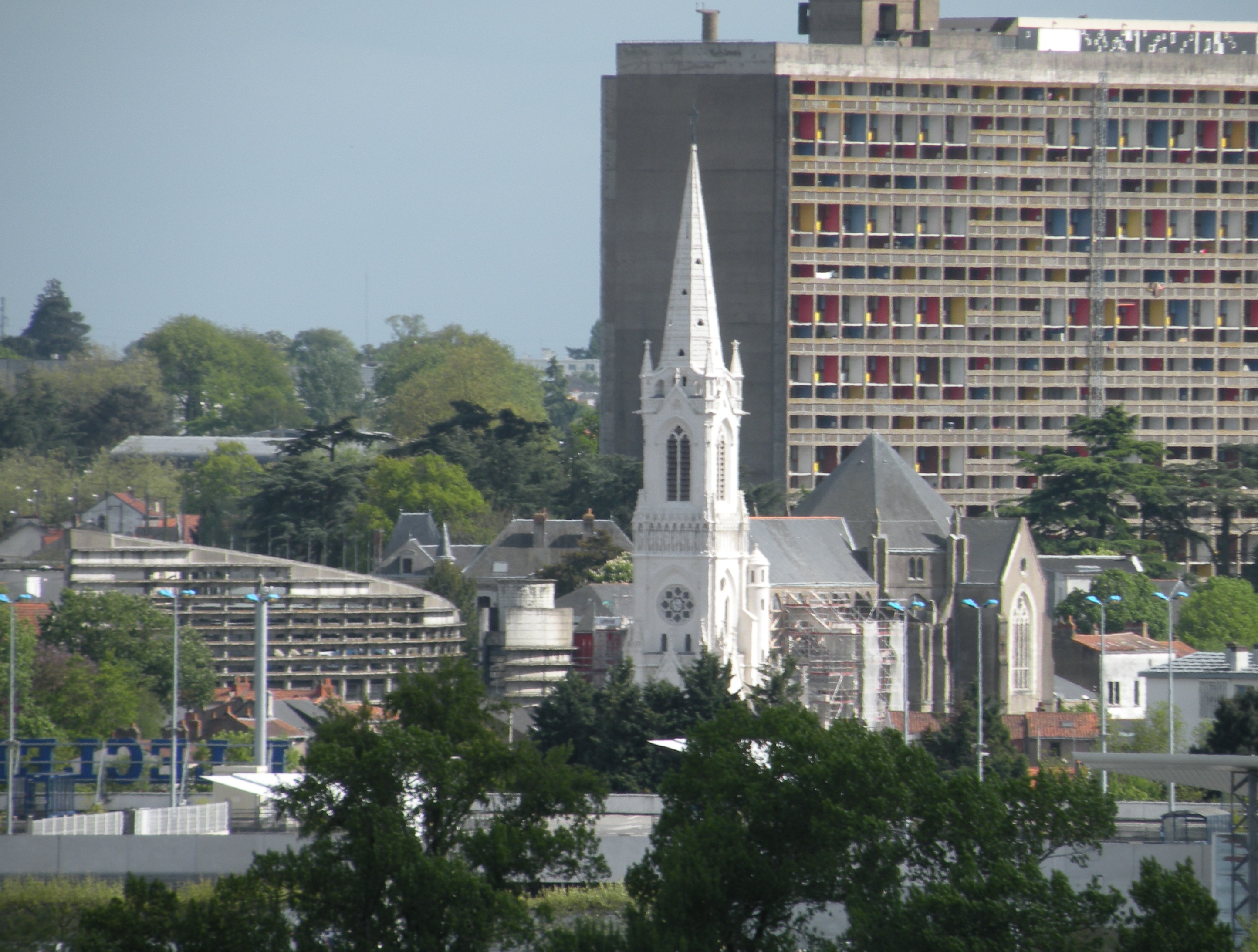
Im Hintergrund die Unité d'habitation von Rezé bei Nantes

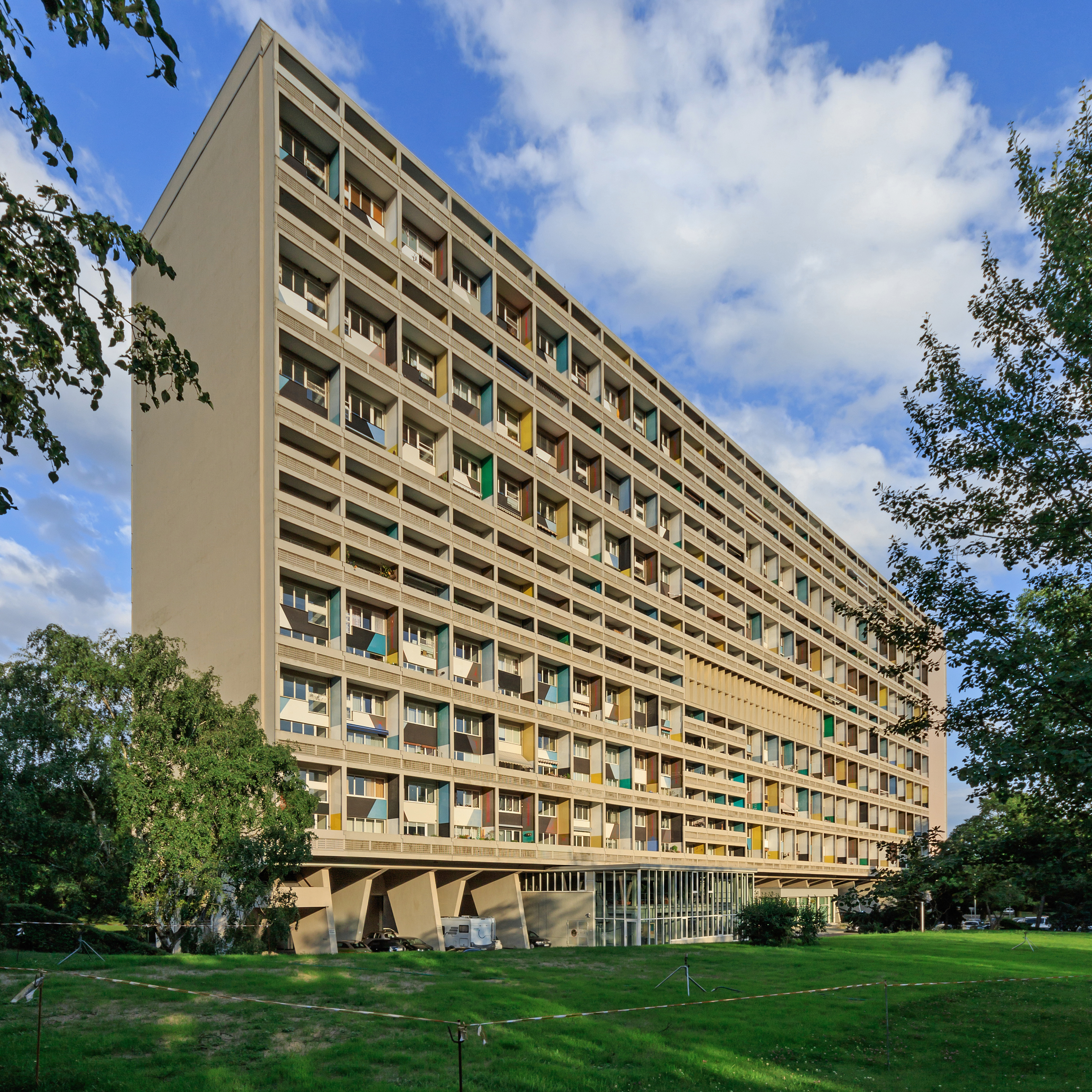
Corbusierhaus in Berlin

Die folgenden fünf Unités d’habitation wurden realisiert:
- 1947–1952 Cité Radieuse in Marseille (Länge 137 m, Breite 24 m, Höhe 56 m), → Lage
- 1950–1955 Cité Radieuse de Rezé bei Nantes (Länge 108 m, Breite 19 m, Höhe 52 m), → Lage
- 1956–1958 Corbusierhaus in Berlin (Länge 157 m, Breite 23 m, Höhe 53 m), → Lage
- 1959–1961 Unité d’habitation de Briey in Briey (Länge 110 m, Breite 19 m, Höhe 56 m), → Lage
- 1965–1967 Unité d’habitation de Firminy-Vert in Firminy (bei Saint-Étienne; Länge 130 m, Breite 21 m, Höhe 50 m), → Lage

### Nicht realisierte Wohneinheiten
Le Corbusier machte mehrere Vorschläge für weitere Unités d’habitation:
- 1946 Urbanisation de Saint-Dié-des-Vosges, Neubau der zerstörten Stadt mit fünf Unité d’habitation, der Vorschlag wurde abgelehnt.[6]
- 1957 Projet de ville radieuse à Meaux,[7] für neue Stadt mit 10.500 Einwohnern in fünf Unité d’habitation, das Projekt scheiterte an diversen bürokratischen Problemen.
- 1960 Projet de Unité d’habitation a Tours, fünf Unité d’habitation im Süden von Stadt Tours[8]
- 1960 Roussillon, Vorschlag für eine Unité d’habitation[9]
- 1960 Villacoublay, Vorschlag für zwei Unité d’habitation[10]
- 1962 Projet de ville radieuse à Firminy, ursprünglich geplant waren drei Unité d’habitation mit einem Einkaufszentrum, das Projekt wurde reduziert auf eine Unité d’habitation, der Bau der zweiten Unité wurde 1970 abgebrochen[11]

### Schäden und Renovierungen
Am 9. Februar 2012 wurde die Cité radieuse durch einen Brand beschädigt. In den Jahren 2010 und 2022 wurden Renovierungsarbeiten durchgeführt, um die Anlage zu modernisieren und die Dachterrasse instand zu setzen.

## Museum
Im Pariser Musée des Monuments français befindet sich ein originalgroßer, zweigeschossiger Nachbau einer Wohnung der Cité radieuse in Marseille. Weitere Nachbauten und Modelle der Unité-Appartements wurden in Museen wie dem Centre Pompidou und dem Museum of Modern Art in New York ausgestellt.